# Jüdischer Friedhof (Saverne)
Der Jüdische Friedhof in Saverne, einer französischen Gemeinde im Département Bas-Rhin der Region Grand Est, wurde vermutlich im 17. Jahrhundert angelegt. Der jüdische Friedhof befindet sich an der Rue du Haut Barr, etwa 500 Meter außerhalb der Altstadt in südwestlicher Richtung.

## Geschichte

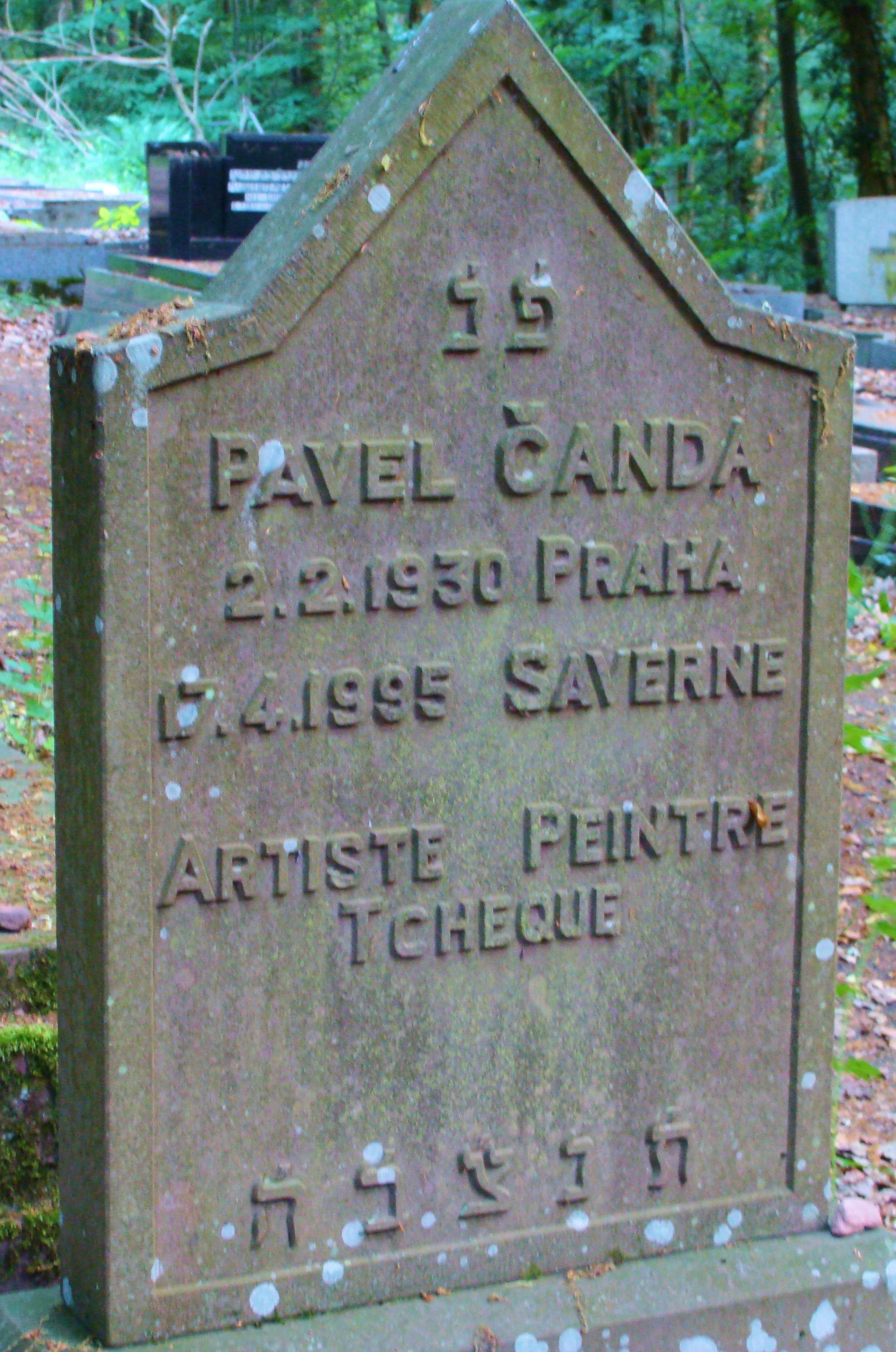
Grabstein von Pavel Čanda auf dem jüdischen Friedhof in Saverne

Spätestens 1632 wurde in Saverne ein jüdischer Friedhof gemeinsam mit umliegenden Gemeinden angelegt. Im Jahr 1651 wurde der Friedhof mit einer Hecke umgeben. Zuletzt wurde er 1962 vergrößert. Der Friedhof wird auch heute noch belegt.